# Мануел Гутиерес Нахера
Мануел Гутиерес Нахера (22 декември 1859 – 3 февруари 1895) е мексикански поет и писател.
Роден е и е живял в Мексико сити. Работил е като писател, поет и журналист. Използвал е множество псевдоними, но въпреки това събеседниците му и публиката са използвали псевдонима Херцог Яков (El duque Job).
Той е предшественик на мексиканския модернизъм. Принадлежи на семейство от средната класа. Започва кариерата си на 13 години, като пише поезия, театрални представления, литературна и обществена критика, пътеписи и кратки разкази за деца. Единствената книга, която е публикувал приживе „Херцогът“ (El duque), е антология от разкази, която нарича 'Бедни разкази' (Cuentos Frágiles, 1883).
Той е сред основателите на списание „Асул“, орган на разпространение на модернизма в Мексико. Голяма част от творчеството му се появява в различни мексикански вестници с множество псевдоними: Свещеникът на Халатлако (El cura de Jalatlaco), Херцог Яков (El duque Job), Пук (Puck), Джуниъс (Junius), Рекамиер (Recamier), Мистър Кан-кан (Mr. Can-Can), Немо (Nemo), Омега (Omega)... Възползвал се е от това разнообразие, за да публикува различни версии на една и съща творба, като е сменял подписа си и си е играл, адаптирайки стила на текста към всеки псевдоним.
Писал е романтична и любовна поезия. Харесвало му е всичко френско и класическо, както е обичайно сред мексиканските интелектуалци и висшето общество по онова време. Никога не е излизал от Мексико, само няколко пъти е пътувал извън родния си град. Въпреки това върху творчеството му са повлияли европейските писатели Алфред дьо Мюсе (Musset), Готие (Gautier), Бодлер (Baudelaire), Флобер (Flaubert), Джакомо Леопарди (Leopardi). Винаги е желал да обедини френския дух и испанските форми.
Майка му, страстна католичка, е искала синът ѝ да стане свещеник. Подтиквала го е да чете испанските мистици от Златния век и да учи в семинарията, което влияние е компенсирано от силното позитивистко движение на обществото от времето, което се е борило срещу това. Гутиерес Нахера напуска семинарията рано и сменя Сан Хуан де ла Круз (San Juan de la Cruz), Санта Тереза (Santa Teresa) и Фрай Луис де Леон (Fray Luis de León), които въпреки това са повлияли на творчеството му, за френски автори от този век и за ежедневната литературна работа в местните вестници като Ел федералиста (El federalista), Ла либертад (La libertad), Ел крониста мехикано (El cronista Mexicano) или Ел универсал (El universal). През 1894 г. основава с Карлос Диас Дуфо списание „Асул“ – издание, което е било водещо по време на мексиканския модернизъм в продължение на 2 години.
Мануел Гутиерес Нахера се определя като „вид усмивка на душата“ заради тънкото остроумие на стила му, елегантен, изтънчен и нежен. В същността си винаги е бил романтичен поет. Между поетичните му творби най-известните са: „Херцогиня Яков“ (La Duquesa Job), „Хамлет на Офелия“ (Hamlet a Ofelia), „Кратки оди“ (Odas Breves), „Серенадата на Шуберт“ (La Serenata de Schubert) и известната поема „Нон омнис мориар“ (Няма да умра напълно). Култивира проза в разкази, към които допринася нова форма, както и в хрониките: книгата за разкази „Бедни разкази“ (Cuentos frágiles), която е единствената публикувана приживе. Публикувал е в разни вестници и списания: „Неделни разкази“ (Cuentos del domingo), „Видяни разкази“ (Cuentos vistos), „Разкази с пушечен цвят“ (Cuentos color de humo), „Разкази със златен цвят“ (Crónicas color de oro), „Хроники с цвят на дъжд“ (Crónicas color de lluvia)...